# Ion Ioniță (hocheist)

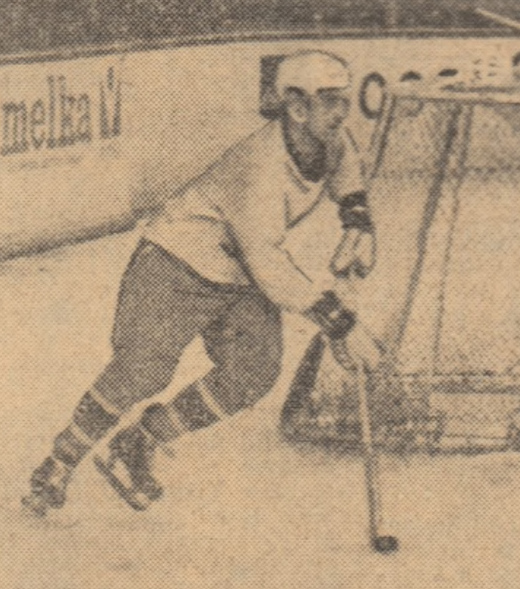
În 1972

Ioan Ioniță  (n. 9 ianuarie 1951, București, România) este un fost jucător român de hochei pe gheață pe postul de apărător. A jucat pentru echipa națională a României la Jocurile Olimpice de iarnă din 1976 de la Innsbruck.

## Carieră
Sportiv în cadrul secției de hochei pe gheață în sezoanele competiționale 1964/65-1989/90. De asemenea, în sezoanele competiționale 1963/64-1966/67 a activat și la echipa de juniori a clubului. Maestru al sportului din 1972, Maestru emerit al sportului din 1997. A participat la ediția din 1976 a Jocurilor Olimpice de iarnă (locul 7), la 14 ediții ale Campionatului Mondial (1969 – locul 6/grupa B, 1970 – locul 7/grupa B, 1971 – locul 1/grupa C, 1972 și 1973 – locul 4/grupa B, 1974 – locul 6/grupa B, 1975 – locul 5/grupa B, 1976 – locul 1/grupa B, 1977 – locul 8/grupa A, 1978 – locul 4/grupa B, 1981 și 1982 - locul 5/grupa B, 1983-locul 7/grupa B, 1985-locul 3/grupa C), la 8 ediții ale Cupei Campionilor Europeni (1977/78 – eliminare în turul 1 și 1978/79 – locul 5-8, 1982/83, 1984/85, 1986/87 - eliminare în turul 2, 1987/88, 1988/89, 1989/90 - eliminare în grupa preliminară) precum și la 3 ediții ale Spartachiadelor Militare de iarnă (1977 – locul 3, 1979 – locul 4 și 1987-locul 3) la care a cucerit 2 medalii de bronz. 21 titluri de campion național din care 20 la seniori (1964/65, 1965/66, 1966/67, 1968/69, 1969/70, 1973/74, 1974/75, 1975/76, 1976/77, 1977/78, 1979/80, 1981/82, 1982/83, 1983/84, 1984/85, 1985/86, 1986/87, 1987/88, 1988/89, 1989/90) iar 1 la juniori (1966/67). 16 titluri de câștigător al Cupei României (1969, 1973, 1974, 1975, 1976, 1977, 1978, 1980, 1981, 1982, 1984, 1985, 1986, 1987, 1989, 1990-primăvară).

## Antrenor în cadrul secției de hochei pe gheață
în sezoanele competiționale 1990/91-2001/02 a activat numai la nivelul seniorilor (antrenor secund în 1990/91 – 1996/97; antrenor principal în 1997/98-1999/2000; director tehnic – 2000/01-2001/02). A condus și în calitate de antrenor la Loturile Naționale sportivii militari la 5 ediții ale Campionatului Mondial din care 2 la seniori(1999 – locul 2/grupa C și 2000 – locul 6/grupa C) iar 3 la juniori/20 ani(1991 și 1992-locul 5/grupa B, 1993-locul 6/grupa B). De asemenea, la nivelul clubului, a condus sportivii steliști la 9 ediții ale Cupelor Europene din care 6 în Cupa Campionilor Europeni (1990/91 și 1991/92-5-8; 1992/93 și 1993/94-eliminare în grupa preliminară; 1994/95 – eliminare în optimi de finală; 1995/96-eliminare în grupa preliminară; 1996/97-eliminare în optimi de finală) iar 2 în Cupa Continentală(1998/99 și 1999/2000-eliminare în optimi de finală) precum și la cucerirea a 8 titluri de campioană națională (1990/91, 1991/92, 1992/93, 1993/94, 1994/95, 1995/96, 1997/98, 1998/99) cât și a 9 titluri de câștigătoare a Cupei României (1991, 1992, 1993, 1994, 1995, 1996, 1998-primăvară și toamnă, 1999).
Dintre sportivii pe care i-a condus și în calitate de antrenor la Lotul Național de senioiri s-au evidențat pe plan internațional: Zoltan BASILIDESZ, Roberto CAZACU, Cristian DAIA, Ion DIMACHE, Cătălin GERU, Marius GLIGA, Andraș KOSZTANDI, Viorel NICOLESCU, Nicușor PAVEL, Iulian POPESCU, Viorel RADU, Ioan TIMARU.
Dintre sportivii pe care i-a condus și în calitate de antrenor la Lotul Național de juniori/20 ani s-au evidențiat pe plan internațional Marian BĂNEȘANU, George BERDILĂ, Roberto CAZACU, Aurelian-Cătălin GHENEA, Daniel GHEORGHE, Attila-Ferenc NAGY, Valentin NETEDU, Ioan TIMARU, Valentin TOADER.
Dintre cei mai semnificativi sportivi pe care i-a selecționat la nivelul echipei de seniori a clubului: Joszef ADORJAN, Zoltan BASILIDESZ, George BERDILĂ, Cătălin CAPOTĂ, Ionuț CIOBANU, Tiberius CUȚOV, Ion DIMACHE, Mihăiță ENACHE, Lucian FILIP, Valerică FLOREA, Aurelian Cătălin GHENEA, Daniel GHEORGHE, Fănel GHEORGHIU, Horațiu GURĂU, Andraș KOSZTANDI, Lorend KOZMA, Răzvan LUPAȘCU, Dorel MARINOFF, Cosmin MĂRGĂRIT, Attila-Ferenc NAGY, Valentin NETEDU, Alexandru NISTOR, Nicușor PAVEL, Adrian POPA, Viorel RADU, Nicolae STOICULESCU, Daniel TĂNASE, Ioan TIMARU, Gelu VASILIU.
În anul 2000 a antrenat echipa națională a Mexicului pe care a calificat-o.